# Apornas planet: Striden
Apornas planet: Striden (engelsk originaltitel: War for the Planet of the Apes) är en amerikansk science-fiction-film från 2017, i regi av Matt Reeves och skriven av Mark Bomback och Reeves. Det är en uppföljare till Apornas planet: (r)evolution (2011) och Apornas planet: Uppgörelsen (2014), och är den tredje delen i reboot-serien av Apornas planet. Filmen följer en konflikt mellan aporna, ledda av schimpansen Caesar (Andy Serkis), och människorna för kontrollen över Jorden. Precis som sin föregångare delar filmens premiss flera likheter med den femte filmen i originalserien, Slaget om Apornas planet (1973), dock är det inte en direkt remake.
Filminspelningen inleddes den 14 oktober 2015 i Vancouver i Kanada. Apornas planet: Striden hade biopremiär i New York den 10 juli 2017, och släpptes i USA den 14 juli 2017 av 20th Century Fox. Filmen tjänade uppskattningsvis över 490 miljoner dollar och fick flera positiva recensioner, där flera recensenter berömde filmens skådespel (särskilt Serkis), specialeffekter, berättelse, regi, fotografi och musik. Filmen fick en nominering för Bästa specialeffekter på BAFTA-galan 2018, och nominerades också för Bästa specialeffekter vid Oscarsgalan 2018. Det nominerades också till fyra Saturn Awards, inklusive för Bästa regi för Reeves och Bästa skådespelare för Serkis.

## Rollista

### Apor
- Andy Serkis – Caesar[13]
- Steve Zahn – "Bad Ape"[14][15]
- Karin Konoval – Maurice[13]
- Terry Notary – Rocket[16]
- Ty Olsson – Red[17]
- Michael Adamthwaite – Luca[18]
- Toby Kebbell – Koba
- Judy Greer – Cornelia[13]
- Sara Canning – Lake[19]
- Max Lloyd-Jones – Blue Eyes[20]
- Devyn Dalton – Cornelius
- Aleks Paunovic – Winter[21]

### Människor
- Woody Harrelson – Överste J. Wesley McCullough[22][23]
- Amiah Miller – Nova[24][25]
- Gabriel Chavarria – Preacher[26]